# 比尔森新剧院

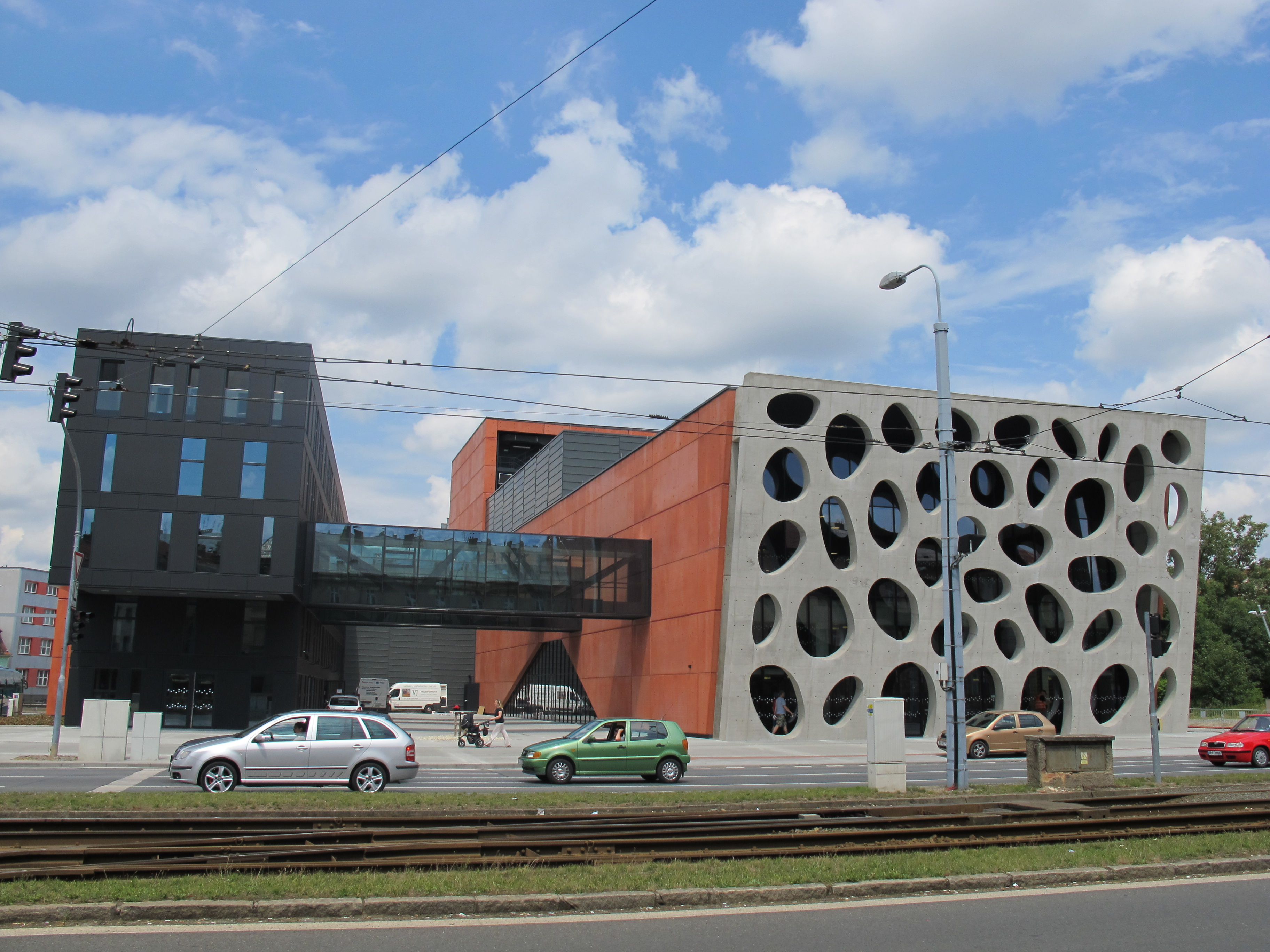
比尔森新剧院

比尔森新剧院（捷克語：Nové divadlo）位于捷克共和国比尔森，是約瑟夫·卡澤坦·泰劇院的现代舞台，建于2012-2014年，场馆建设费用 8.8亿捷克克朗。新舞台可容纳461名观众，小舞台（“黑匣子”）可容纳120名观众。新剧院的首演剧目是贝多伊齐·斯美塔那的《被出卖的新嫁娘》。新剧院可以上演四种戏剧类型：音乐剧、轻歌剧、芭蕾舞和歌剧。